# 尚涅 (维埃纳省)
尚涅（法語：Champniers，法語發音：[ʃɑ̃nje]）是法国新阿基坦大区维埃纳省的一个市镇，位于该省南部，属于蒙莫里永区。

## 地理
尚涅（46°13'4"N, 0°20'13"E）面积20.03 平方千米，位于法国新阿基坦大区维埃纳省，该省份为法国中西部省份，北起曼恩-卢瓦尔省和安德尔-卢瓦尔省，西接德塞夫勒省，南至夏朗德省，东南接上维埃纳省，东临安德尔省。
与尚涅接壤的市镇（或旧市镇、城区）包括：萨维涅、布朗宰、拉沙佩勒巴通、罗马涅、圣罗曼。

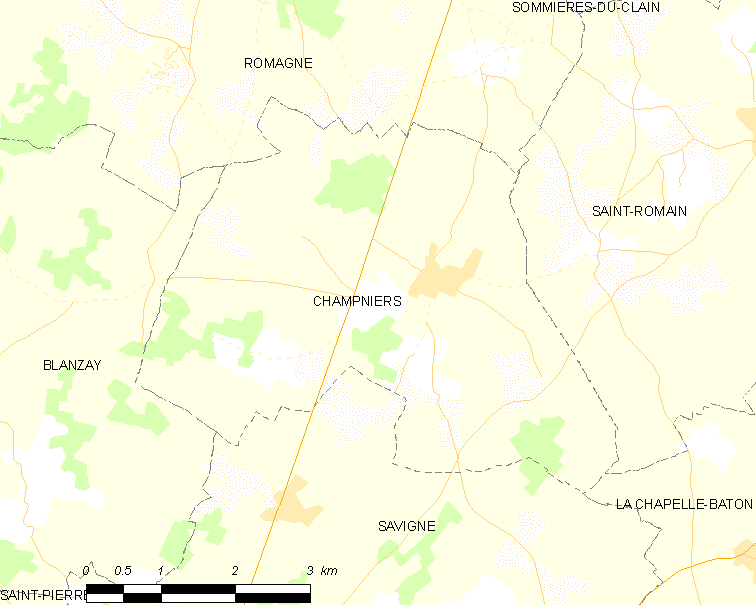
的OSM定位图

尚涅的时区为UTC+01:00、UTC+02:00（夏令时）。

## 行政
尚涅的邮政编码为86400，INSEE市镇编码为86054。

## 政治
尚涅所属的省级选区为锡夫赖县。

## 人口

1962-2008年间人口变化图示

尚涅于2022年1月1日时的人口数量为354人。